# Mariusz Handzlik
Mariusz Handzlik (født 11. juni 1965, død 10. april 2010) var en polsk diplomat, politiker, statsmand, og statssekretær under Polens præsident Lech Kaczynskis fra den 9. oktober 2008 til sin død.
Han tog sin eksamen fra det katolske universitet i Lublin i retning af sociologi med speciale i internationale forbindelser. Han har bl.a. også modtaget undervisning i Wien.
Fra 1992 arbejdede han som rådgiver for premierministeren for udenrigspolitik. I perioden 1994-2000 var den første sekretær og rådgiver for politisk-militære aktiviteter ved den polske ambassade i Washington. Siden 2000 fungerede han som direktør, og siden 2001 som vicedirektør for udenrigsministeriet i Polen.
Han omkom under et flystyrt den 10. april 2010, sammen med bl.a. Polens præsident Lech Kaczyński.